# 金津山古墳

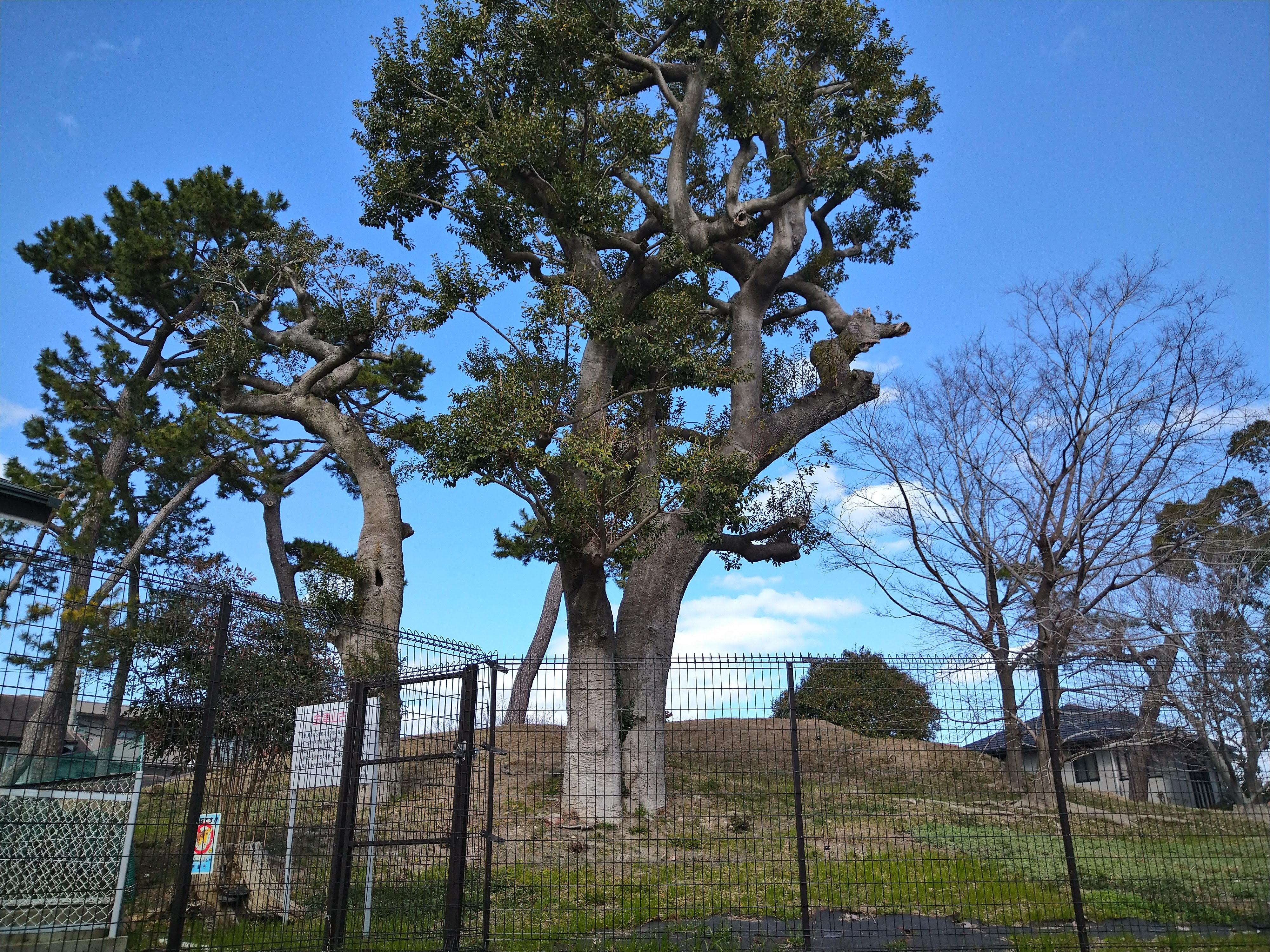
金津山古墳

金津山古墳（かなつやまこふん）は、兵庫県芦屋市春日町にある古墳。形状は帆立貝形古墳。兵庫県指定史跡に指定されている。

## 概要
阪神打出駅から北東へ約100メートル付近の住宅街、標高9〜10メートルに位置する。芦屋市南東部、六甲山地から大阪湾へかけての翠ヶ丘丘陵上に立地する大型墳の一つ。
古墳時代中期後半(5世紀後半)に築造された。 墳丘は、前方部が通常の前方後円墳より短い帆立貝形前方後円墳である。前方部は鎌倉時代～室町時代に耕作地開発によって削られ、現在は高さ約4.4メートルの後円部のみが円墳状に残っている。 これまでに実施された発掘調査では、後円部の墳頂に埋葬施設の粘土槨の存在が確認されている。また、墳丘をめぐる周濠跡からは多数の埴輪片や葺石が出土している。墳丘の北西側では、珍しい二重周濠が見つかっている。
また、この古墳には金塚・黄金塚・金津丘といった別称があり、これらの由来にまつわる次のような伝説がある。 昔、打出に平安時代の皇族、阿保親王の別荘があった。親王は村人たちを深く愛しており、そこに金瓦一万枚、黄金一千枚を埋めて村人の飢餓に備えた。
古墳域は2010年（平成22年）に芦屋市指定史跡に指定され、2023年（令和5年）に兵庫県指定史跡に指定されている。

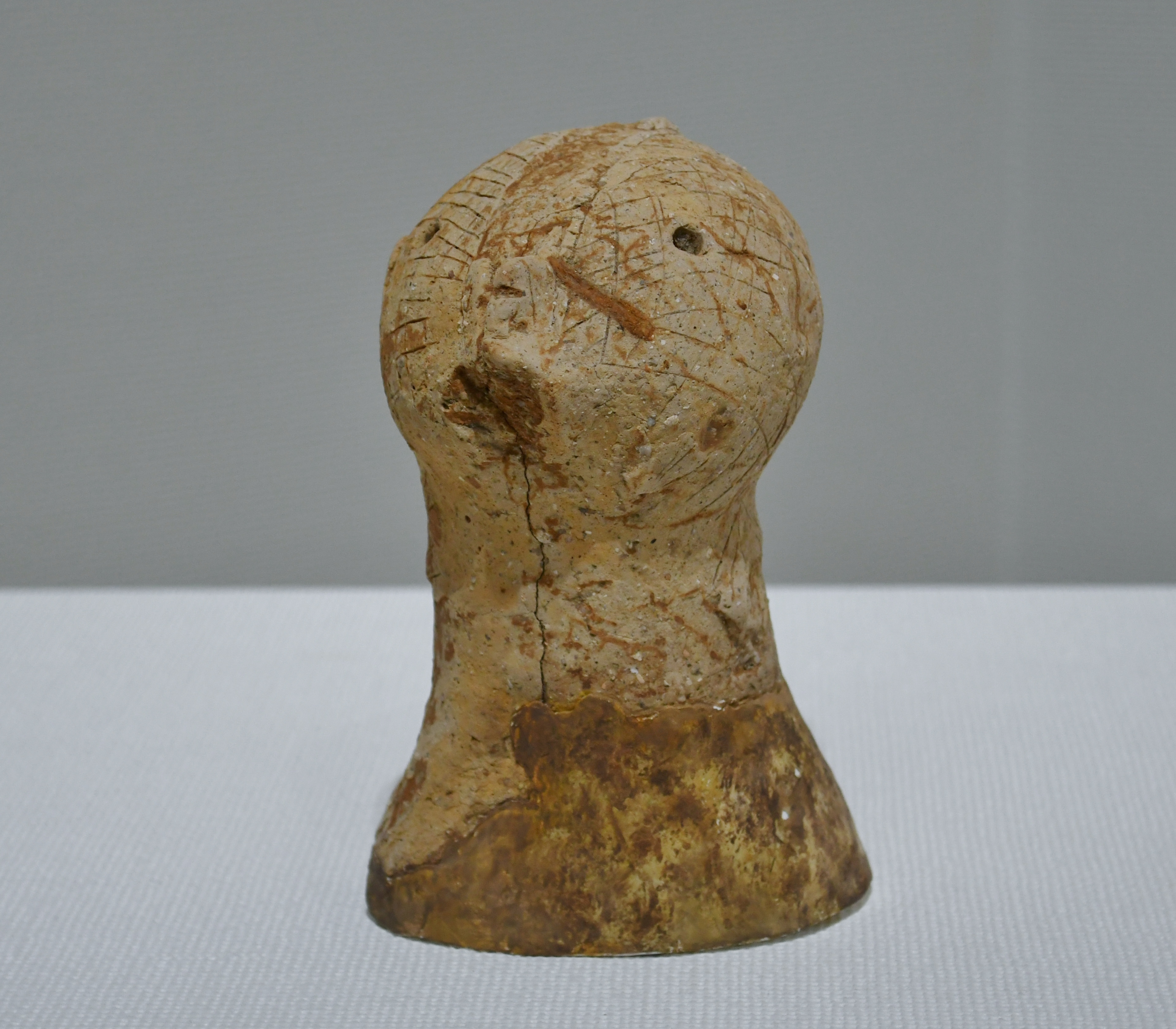
鶏形埴輪 芦屋市立美術博物館展示。
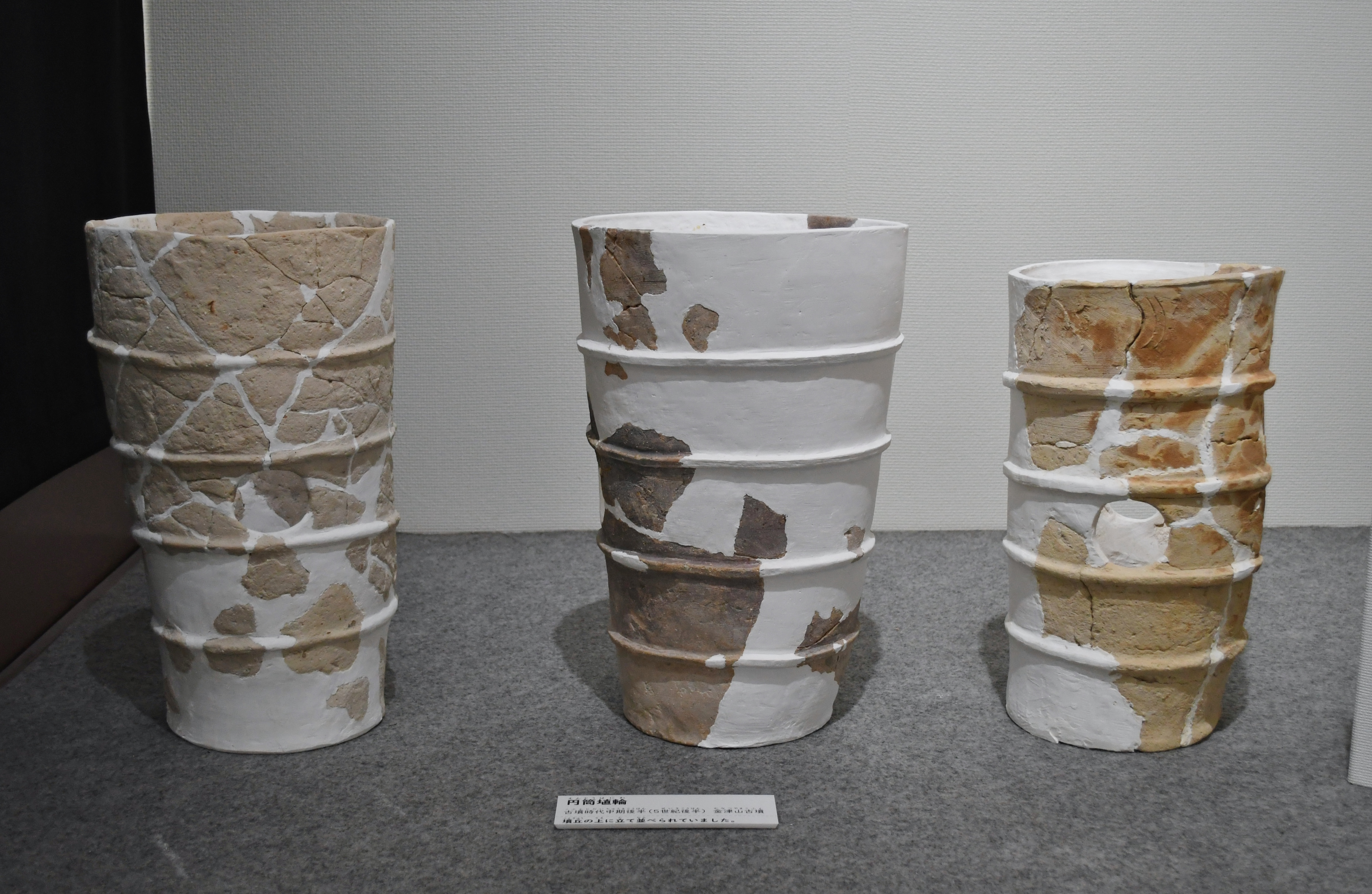
円筒埴輪 芦屋市立美術博物館展示。

## 墳丘
墳丘の規模は次の通り。
- 全長︰約55メートル
- 後円部径︰約42メートル
- 前方部長︰約13メートル
- 前方部前端幅︰約18メートル

## 文化財

### 兵庫県指定文化財
- 史跡
  - 金津山古墳 − 2023年（令和5年）3月17日指定。

## 交通アクセス
- 阪神電気鉄道打出駅より徒歩約2分